# Protapanteles menuthias
Protapanteles menuthias är en stekelart som först beskrevs av Wilkinson 1935.  Protapanteles menuthias ingår i släktet Protapanteles och familjen bracksteklar. Inga underarter finns listade i Catalogue of Life.